# أوزويونت
أوزويونت (بالبلغارية: Узуните)‏ قرية تقع إدارياً ضمن بلدية غابروفو ‏ في بلغاريا. ويبلغ عدد سكانها 14 نسمة حسب تعداد 15 مارس 2015. تعتمد أوزويونت للبريد على الرمز البريدي 5343.